# Rätt i rutan
Rätt i rutan är ett matlagningsprogram för barn som visades på lördagmorgnar i Sveriges Television med start 2001. I programmet deltar Johanna Westman och hennes levande hushållsassistent Mixer, med röst av Lennart Jähkel. Jähkel gör även flera andra figurer i serien. Regissör för serien är Carl Svensson, och fotograf för serien är Linus Sandgren. I mindre roller syns Johan Glans som Erik XIV och David Batra som hyresvärden.
Johanna hyr ett gammalt kök för att starta en cateringfirma. Där träffar hon sin nya vän Mixer. Mellan matlagningen visas barnprogram, såsom Tintin och Tracey McBean.
Karaktärerna Johanna och Mixer har även förekommit i TV-huset.